# Lucio Ostilio Mancino
Lucio Ostilio Mancino  (in latino Lucius Hostilius Mancinus; fl. II secolo a.C.), console nel 145 a.C..

## Biografia
Nel 148 a.C. fu legato del console Lucio Calpurnio Pisone Cesonino durante la terza guerra punica, quando iniziò l'assedio di Cartagine. A Mancino fu affidato il comando della flotta, mentre a Pisone Cesonino comandò l'esercito. Mancino mantenne le sue funzioni anche quando le operazioni furono affidate a Scipione Emiliano; nonostante alcune battute d'arresto, ebbe la gloria di essere il primo a entrare in una parte di Cartagine, quando fu finalmente conquistata da Scipione nel 146 a.C..
Tornato a Roma, passò gran parte del suo tempo ad illustrare alla gente comune gli accadimenti dell'assedio di Cartagine, anche con dipinti appositi; per tale ragione riuscì facilmente a farsi eleggere console per l'anno 145 a.C. ed ebbe come collega Quinto Fabio Massimo Emiliano.